# Titan Airways
Titan Airways Ltd. è una compagnia aerea charter britannica fondata nel 1988 e con sede all'aeroporto di Londra Stansted. Il vettore è specializzato in operazioni ACMI con breve preavviso e in wet lease, oltre a servizi charter passeggeri e cargo ad hoc per tour operator, società, governi e settori dello sport e dell'intrattenimento. L'azienda è titolare di una licenza di esercizio di tipo A dell'autorità per l'aviazione civile del Regno Unito, che consente di trasportare passeggeri, merci e posta su aeromobili con 20 o più posti.

## Storia
Fondata nel  gennaio 1988 come sussidiaria di Artac Freight and Shipping Group, Titan Airways prese il nome dal suo primo tipo di aereo, un Cessna 404 Titan; tuttavia il logo fa riferimento a Titano, una luna di Saturno. Il loro Cessna 404 era utilizzato principalmente per trasportare parti di automobili tra varie strutture Ford/General Motors nel Regno Unito e in Europa, ma era anche disponibile per voli charter merci ad hoc e, in seguito, charter passeggeri. Nel 1993, la flotta era cresciuta fino a includere un Embraer Emb 110 Bandeirante, due Short 330 e tre Short 360.
Il successo della compagnia aerea attrasse il gruppo di investimento 3i che acquisì una partecipazione nella società nel 1995. Furono aggiunti anche due ATR 42 prima che il primo jet, un BAe146-200QC, fosse acquisito nel 1996. Questo è stato il primo jet containerizzato utilizzato dalla Royal Mail, ma operava anche molti voli charter passeggeri e servizi secondari per altre compagnie aeree. Con l'aumento delle dimensioni del contratto del trasporto della posta, il primo di cinque Boeing 737-300 venne introdotto nel 1999.
La compagnia aerea è stata costantemente redditizia, realizzando un profitto in 24 dei suoi 27 anni di storia e si è classificata nella classifica Sunday Times Profit Track 100 in quattro occasioni dal 2000. All'inizio degli anni 2000, Titan Airways ha trovato un'ulteriore nicchia nel mercato, aprendo la strada ai servizi charter "Go Now" a risposta rapida per le compagnie aeree che avevano problemi operativi. Il concetto innovativo è valso alla società il Queen's Award for Enterprise nel 2001.
La richiesta da parte delle compagnie aeree clienti di più posti a sedere e di una maggiore autonomia ha portato all'acquisizione di due 757-200 nel 2003 e nel 2005 dotati di interni VIP per uso aziendale. Nel 2006, Titan ha ottenuto il rating ETOPS per gli aerei, consentendo voli charter a lungo raggio negli Stati Uniti e in Medio Oriente. L'aereo più grande della famiglia Titan, un Boeing 767-300ER da 265 posti, è entrato a far parte della flotta nel 2009 e il più piccolo, un nuovo Cessna Citation CJ2+, è arrivato nel dicembre 2011.
Nel 2012 Titan è diventata una società indipendente, a seguito di un management buyout che ha lasciato Gene Willson, amministratore delegato e uno dei fondatori originali, come unico azionista. Titan ha aggiunto alla sua flotta il suo primo Airbus, un Airbus A320, all'inizio della primavera del 2013. Questo è stato il primo passo nella sua strategia di flotta a lungo termine che avrebbe visto l'attuale flotta di Boeing gradualmente sostituita da Airbus nei successivi cinque o sei anni. Altri due A320 sono entrati a far parte della flotta all'inizio del 2015. Nel settembre 2015 Titan ha annunciato l'intenzione di aggiungere un Airbus A319 e un Airbus A321 alla flotta prima dell'inizio dell'estate 2016 e che stava valutando di aggiungere il membro più piccolo della famiglia Airbus A320, un Airbus A318, alla flotta. Quest'ultimo è poi arrivato nel luglio 2017.

## Operazioni

### Sub-charter e leasing

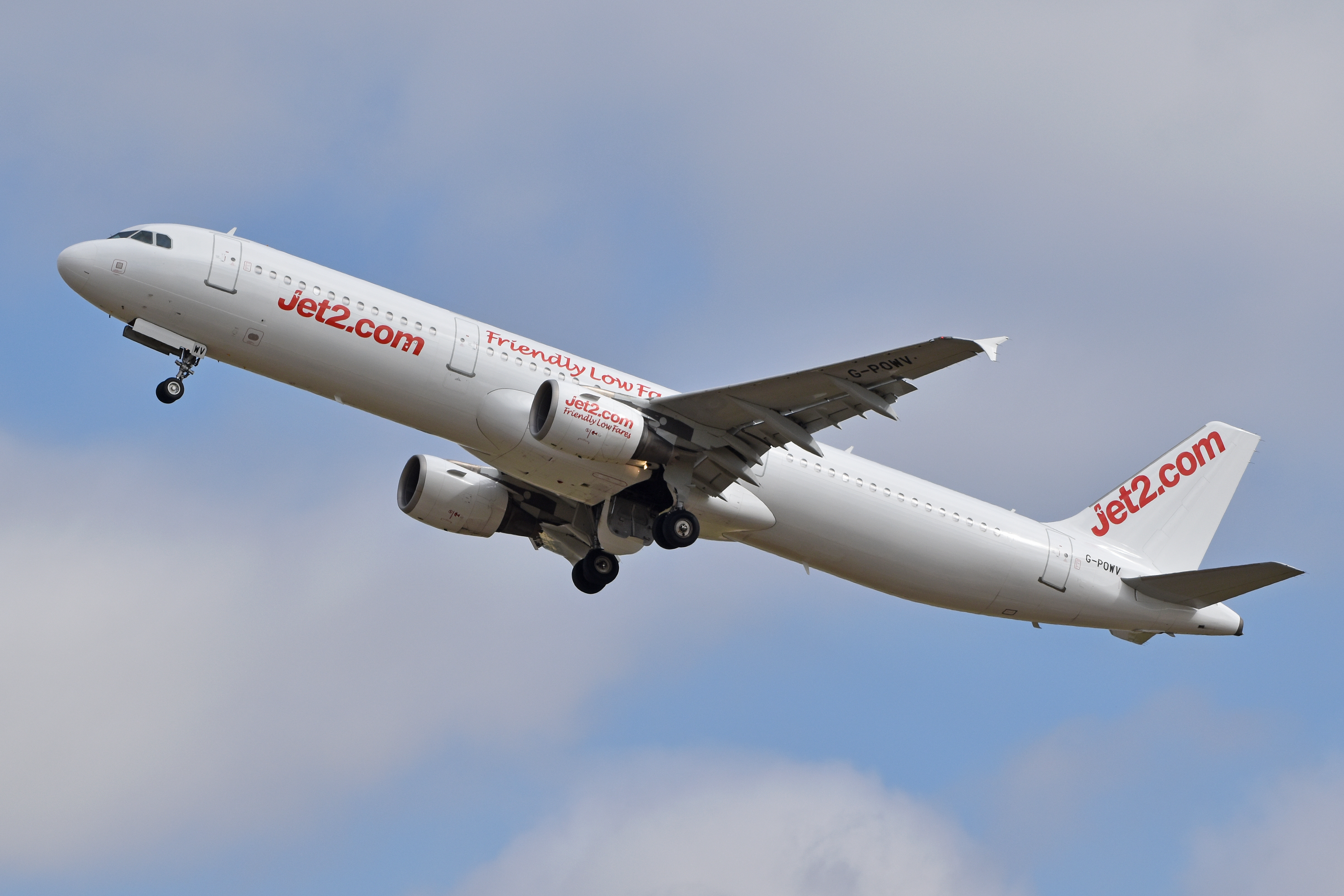
Un Airbus A321 in noleggio a Jet2.com.

Titan Airways fornisce operazioni di leasing a breve, medio o lungo termine in tutto il mondo a vettori terzi. Il vettore britannico offre anche servizi di sub-charter con breve preavviso, con la possibilità di lanciare aeromobili entro 60 minuti quando i clienti delle compagnie aeree riscontrano problemi operativi imprevisti.

### Tour operator
Titan Airways opera voli charter su base stagionale verso una serie di destinazioni per conto di tour operator e compagnie di crociera con sede nel Regno Unito. Le partnership di lunga data includono operazioni regolari dagli aeroporti del Regno Unito a Calvi in Corsica, Lourdes e Chambéry in Francia, Torino in Italia, Dalaman in Turchia, Preveza in Grecia e Banjul in Gambia.

### Charter ad hoc
Oltre a queste rotte stagionali regolari, Titan Airways opera voli a lungo e corto raggio su base ad hoc per conto di privati e varie società, squadre di calcio della Premier League, personalità di alto profilo e gruppi pop/rock.

### Royal Mail
La collaborazione di Titan Airways con la Royal Mail risale ai primi anni '90, quando iniziarono le operazioni con gli Short 360 e ATR 42 del vettore. Nel 1996 la flotta BAe 146-200 ha sostituito i velivoli più piccoli e infine è stata anch'essa sostituita, questa volta dai Boeing 737-300(QC). Gli aerei operavano per conto della Royal Mail con voli notturni da Stansted a Edimburgo e Belfast.

### Governi

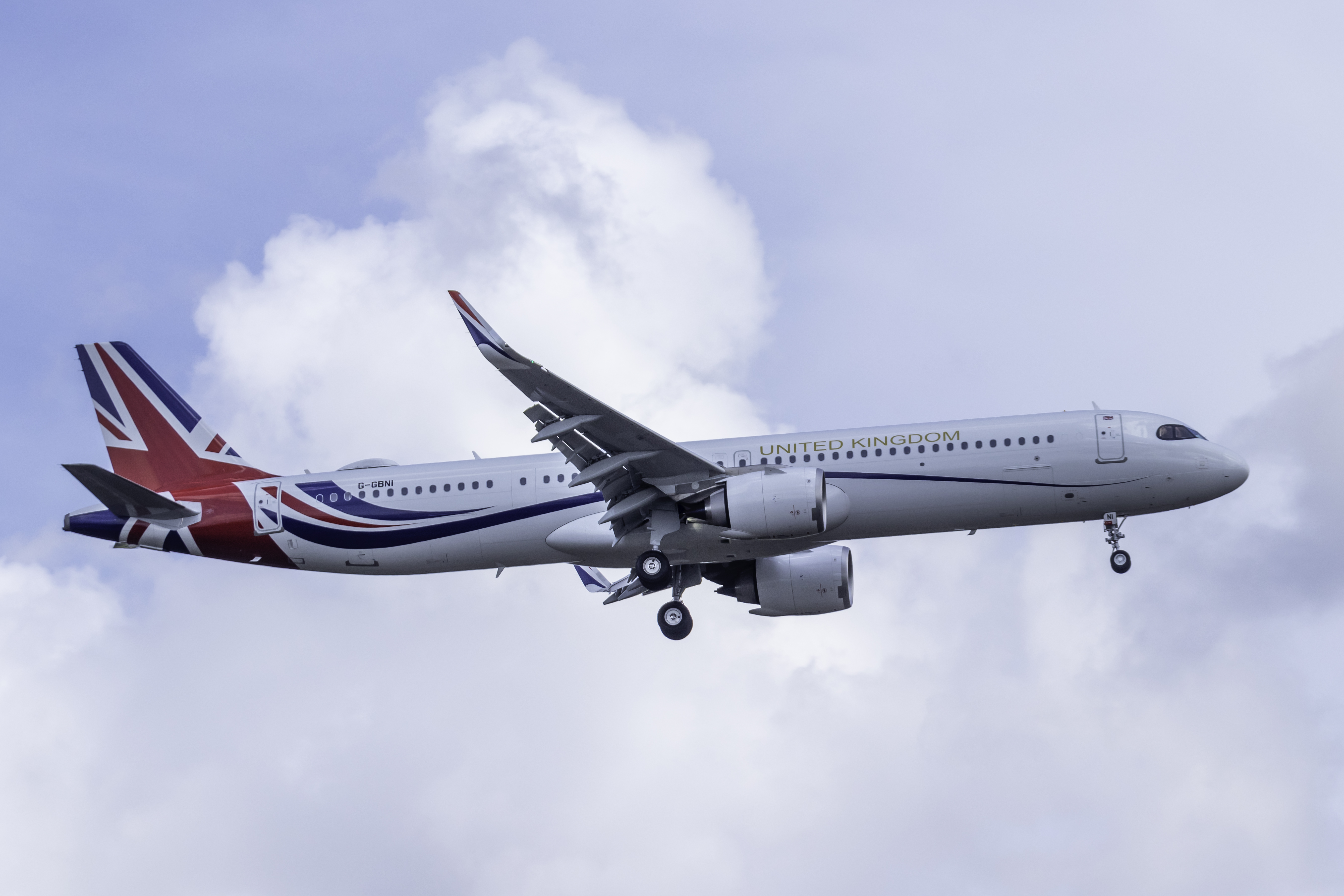
L'Airbus A321neo in noleggio alla Royal Air Force.

Titan Airways effettua voli per il Foreign Office e voli per l'Home Office. Nel 2020 la compagnia ha operato voli di rimpatrio per conto del governo britannico, oltre a consegnare 100 vaccini contro il Coronavirus all'isola.
Il 30 luglio 2020, uno dei Boeing 757 di Titan Airways è diventato il più grande aereo passeggeri ad atterrare e partire dall'aeroporto di Sant'Elena. Questo volo era una missione di rimpatrio per conto del governo del Regno Unito. Una serie di voli per Sant'Elena e l'Isola di Ascensione sono stati operati mensilmente durante il resto del 2020 con lo stesso tipo di aeromobile. L'11 gennaio 2021, uno dei Boeing 757 ha consegnato 100 vaccini contro il coronavirus a Sant'Elena.

### Voli militari
Il Boeing 767 di Titan Airways ha operato per le Isole Falkland per conto del Ministero della Difesa britannico per due anni fino a settembre 2012; con voli bisettimanali in partenza dalla RAF Brize Norton, nell'Oxfordshire, alla RAF Mount Pleasant via RAF Ascension Island. Un Avro RJ100 di Titan Airways era di base a Sharja su contratto con il Ministero della Difesa britannico siglato nel 2011. L'RJ100 ha sostituito le operazioni dei BAe 146 di Titan Airways nella regione del Golfo Persico che risalivano al 2009.

## Flotta

### Flotta attuale

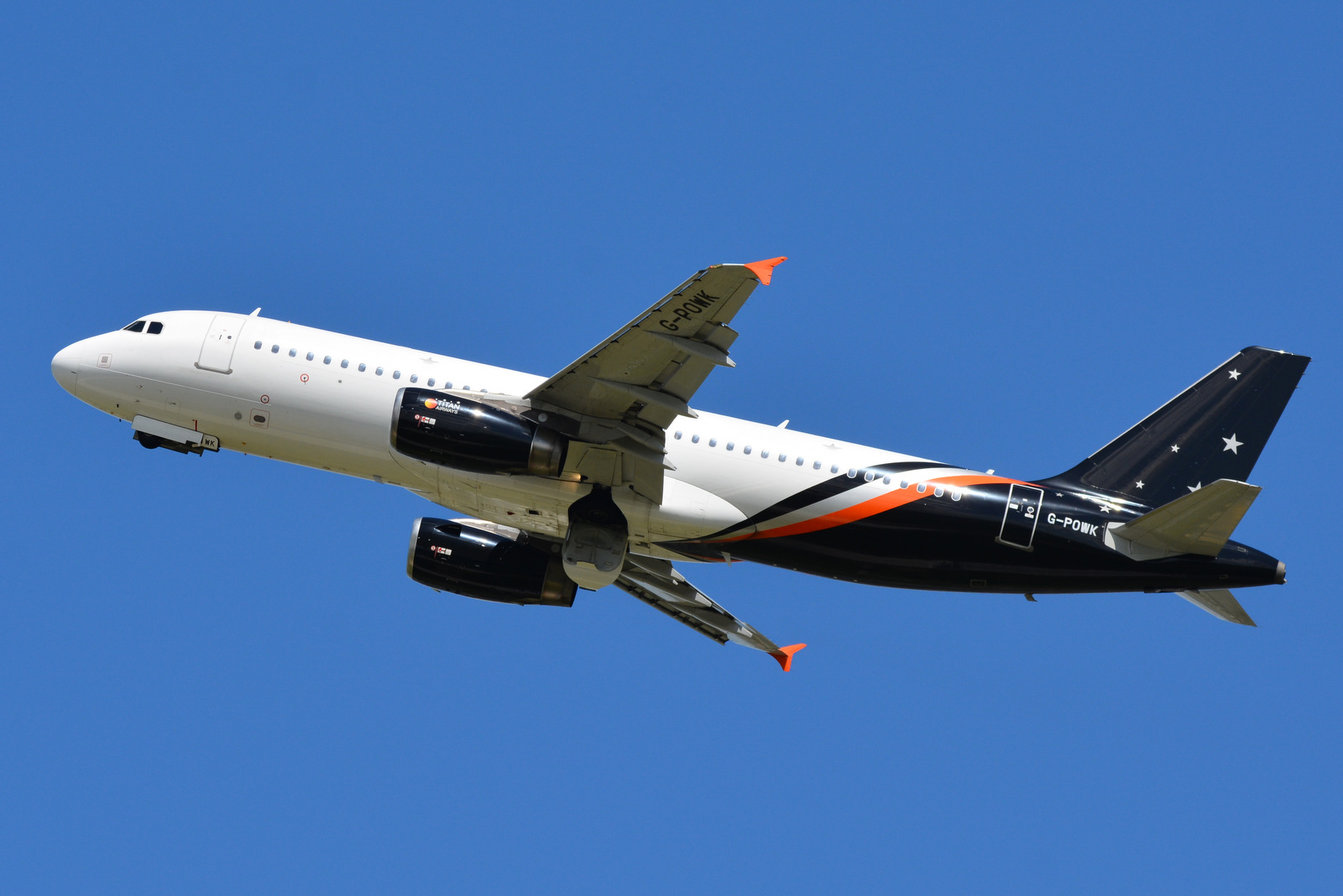
Un Airbus A320-200.

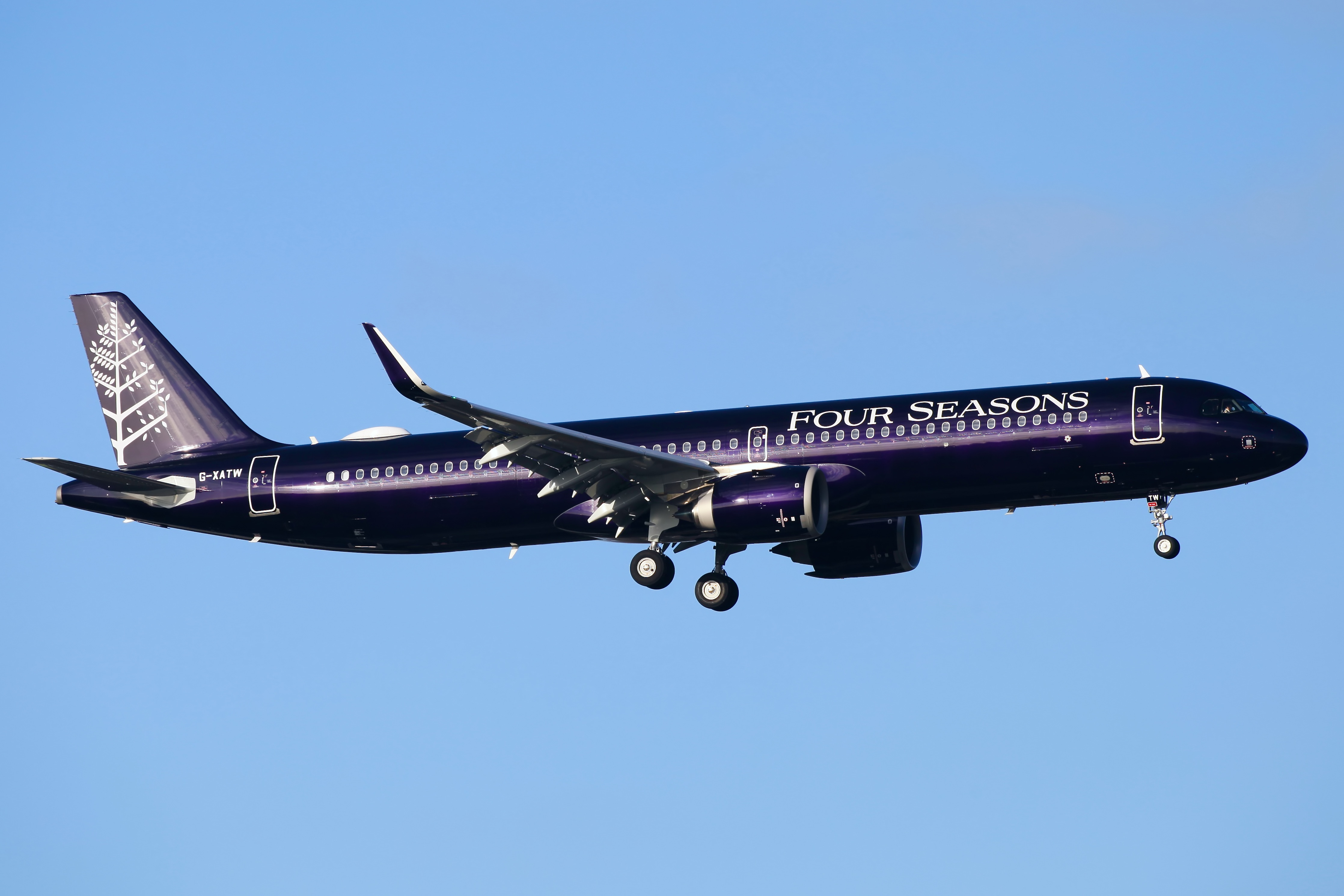
Un Airbus A321neo.

Ad agosto 2024 la flotta di Titan Airways è così composta:

### Flotta storica

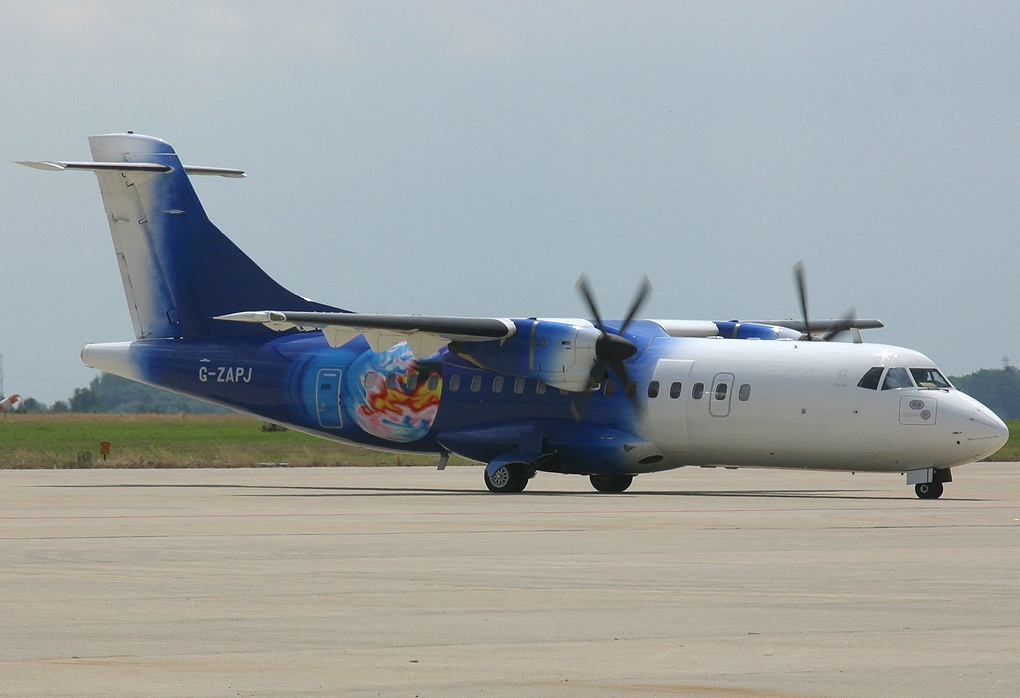
Un ATR 42-300.

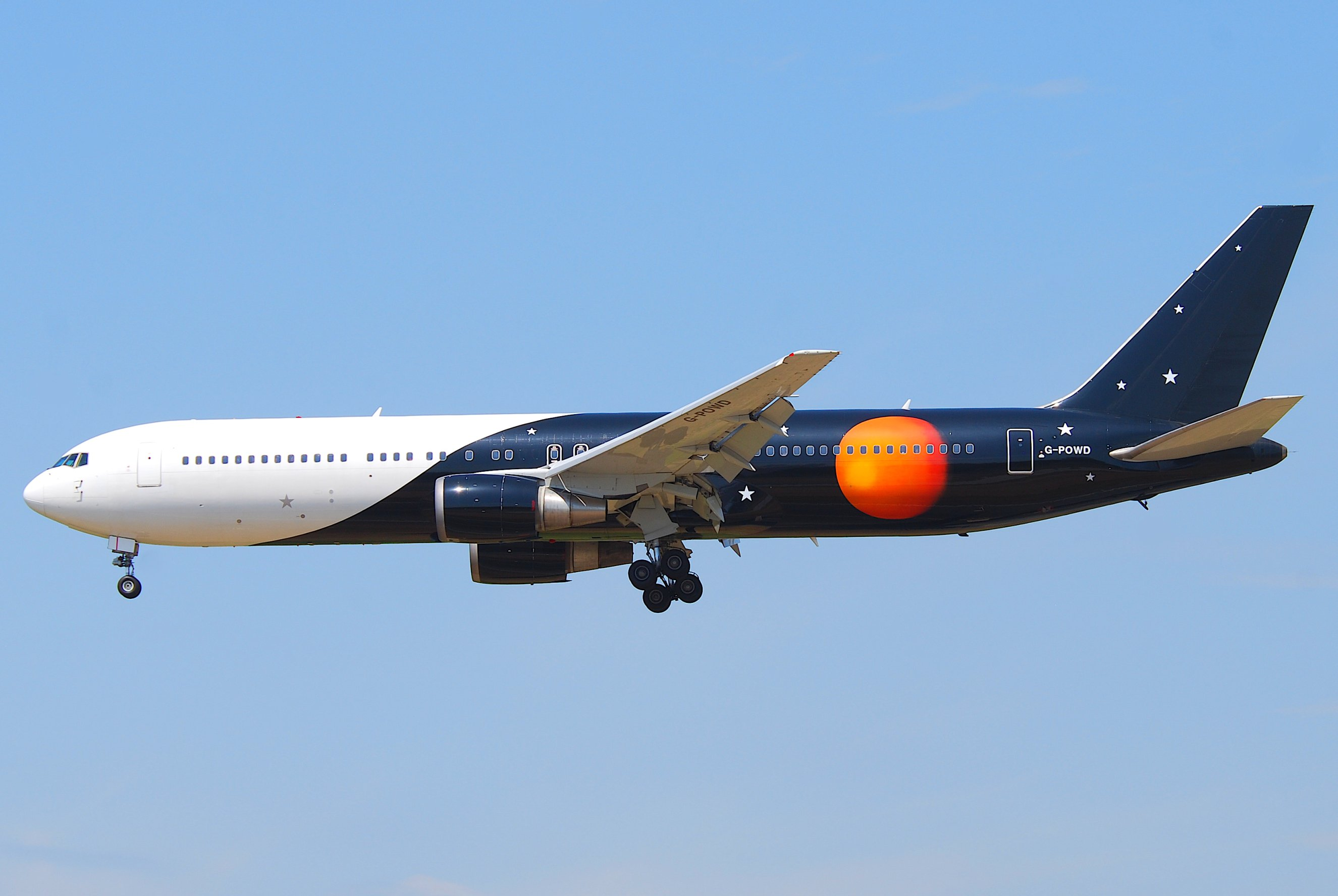
Un Boeing 767-300ER.

Titan Airways operava in precedenza con i seguenti aeromobili: